# センセイの鞄
『センセイの鞄』（センセイのかばん）は、川上弘美の恋愛小説。第37回2001年度谷崎潤一郎賞受賞作品。『太陽』（平凡社）に1999年7月号から2000年12月号まで連載され、2001年6月に平凡社より単行本が刊行された。後に文春文庫版、新潮文庫版も刊行された。純文学として15万部超のベストセラーとなった。

## あらすじ
主人公・ツキコさんこと大町月子はいつも行きつけの居酒屋で、30歳離れた高校の恩師で古文の先生だった、センセイこと松本春綱に再会する。センセイの「ツキコさん、デートをいたしましょう」の一言から2人の恋愛が始まる。

## 外国語訳と国際的評価
Allison Markin Powellにより英訳され、高く評価されている。国際的に著名な文学誌The Paris Reviewにて、ロリン・スタイン編集長の賛辞が掲載された。また、2013年発表の2012年マン・アジア文学賞 (Man Asian Literary Prize) において、ノーベル文学賞受賞者のオルハン・パムクのSilent Houseなど4作品と共に最終候補に残ったが、受賞は逃した。さらに、2014年にはインディペンデント外国語フィクション賞の最終候補に残った。

## 未映画化
田中陽造脚色・澤井信一郎監督で映画化されかけたことがある。

## テレビドラマ
2003年2月16日の20時 - 22時に、WOWOWの「ドラマW」第1作としてテレビドラマ化された。地上波では、フジテレビ『プレミアムステージ』特別企画として2004年4月24日に放送された。
第40回ギャラクシー賞選奨、文化庁芸術祭優秀賞、日本民間放送連盟賞番組部門テレビドラマ番組最優秀賞を受賞。また、主演の小泉今日子が芸術選奨文部科学大臣新人賞を受賞した。
ビクターエンタテインメントより、VHSとDVDでビデオソフト化されている。

### スタッフ
- 原作：川上弘美
- 演出：久世光彦
- 脚本：筒井ともみ
- 音楽：都倉俊一
- プロデューサー：大村英治、藤田純夫
- 制作：WOWOW、KANOX

### 出演
- 大町月子：小泉今日子
- 松本春綱：柄本明
- 小島孝：豊原功輔
- 中田サトル：モト冬樹
- 新聞紙の男：竹中直人
- 石野先生：木内みどり
- 大町文代：加藤治子
- スミヨ：樹木希林

## 舞台
ドラマ版と同じく久世光彦演出で、2005年8月から9月に沢田研二主演（松本春綱役）の音楽劇で上演された。共演は坂井真紀（大町月子役）、モト冬樹等。その後マキノノゾミ演出で2010年3月から4月に『新・センセイの鞄』として再演された。沢田以外のキャストは異なり、月子役は富田靖子となっている。

## ラジオ
- NHKラジオ第一の新日曜名作座にてラジオドラマ化され、2008年10月12日から11月23日まで全5回放送された[6]。出演は西田敏行と竹下景子[7]。
- NHK-FMの「朗読の世界」にて、2025年1月6日から2月21日までの全35回放送された。朗読は神野三鈴。[8]

## 漫画
漫画化は、川上弘美が双葉社の編集者に、もし漫画化するとしたら作画は谷口ジローに依頼したいと語ったことから実現した。漫画化には、番外編の『パレード』も含まれた。谷口ジローは、初めて女性が主人公の作品となったことで、主人公の感情を表現するのに苦労したという。

### 初出
『漫画アクション』第5巻第41号（2008年11月4日（21）号）、第6巻第2号（2009年1月6日（1）号）、第6巻第8号（2009年2月17日（4）号）、第6巻第10号（2009年3月3日（5）号）、第6巻第14号（2009年4月7日（7）号）、第6巻第16号（2009年4月21日（8）号）、第6巻第19号（2009年5月19日（10）号）、第6巻第23号（2009年6月2日（11）号）、第6巻第27号（2009年7月7日（13）号）、第6巻第38号（2009年9月15日（18）号）、第6巻第41号（2009年10月20日（20）号）、第6巻第42号（2009年11月3日（21）号）、第6巻第45号（2009年12月1日（23）号）、第6巻第47号（2009年12月15日（24）号）。

### 単行本
フランス語のほか、イタリア語、オランダ語、スペイン語、ドイツ語、中国語、デンマーク語、朝鮮語及びクロアチア語に翻訳された。
日本語
- 『センセイの鞄』 1巻、双葉社〈アクションコミックス〉、2009年9月30日。ISBN 978-4-575-94246-0。[14]
- 『センセイの鞄』 2巻、双葉社〈アクションコミックス〉、2010年2月27日。ISBN 978-4-575-94266-8。[15]
- 『センセイの鞄 1』双葉社〈谷口ジローコレクション 19〉、2022年8月。ISBN 978-4-575-31733-6。[16]
- 『センセイの鞄 2』双葉社〈谷口ジローコレクション 20〉、2022年8月。ISBN 978-4-575-31739-8。[17]

フランス語
- Les Années douces. 1. Editions Casterman. (2010-08-25). ISBN 2-203-02975-7[18]
- Les Années douces. 2. Editions Casterman. (2011-01-26). ISBN 2-203-03426-2[19]
- Les Années douces (Intégrale ed.). Editions Casterman. (2020-03-18). ISBN 978-2-203-20319-8[20]

### 余聞
双葉社と小学館は2009年9月に、「谷口ジローフェア」として本作単行本第1巻と『犬を飼うと12の短編』の同日発行を行い、両作の試読ができる全64頁の小冊子「谷口ジローの世界」を日本国内の書店で配布した。両社は2010年2月にも、「谷口ジローフェア」として本作単行本第2巻と新装版『欅の木』の同日発行を行い、この2書を平積みするための紙製什器を日本国内の書店に配布した。

## 脚註